# 魚類趨性
魚類的趨性是單向環境的刺激，魚類的定向行動反應、定型反應及本能。每種魚會有不同的趨性。有五種：趨光性、趨電性、趨觸性、趨化性、趨流性。

## 趨光性
- 對光刺激產生的定向行為反應的特性。
- 趨向光源為正趨光性，游離光源為負趨光性。
- 水溫越高，趨光性越弱，水溫越低，趨光性越強。

## 趨電性
- 對水中電場刺激產生的定向行為反應的特性。
- 對電場刺激有感電反應、麻痹反應和趨陽反應三種。只有趨陽反應為趨電性。
- 直流電場內，电场强度与电流密度達到某一值時，魚類遊向陽極。

## 趨觸性 (趨固性)
- 對外界固體刺激而產生的定位反應。
- 依靠觸覺實現。

## 趨化性
- 對水中化學物質濃度差別為刺激源。
- 游向刺激源為正趨化性，離去刺激源為負趨化性。
- 並非所有魚類都有此種本能，取決於牠們的嗅覺。

## 趨流性
- 對流水中的流向和流速的行為反應特性。
- 魚兒根據水流的流向和流速調整游動方向及速度。